# Servicio de Enlace con las Organizaciones no Gubernamentales de las Naciones Unidas
El Servicio de Enlace con las Organizaciones no Gubernamentales de las Naciones Unidas (UN-NGLS) es una oficina dependiente de la Organización de las Naciones Unidas cuya función es proporcionar información, asesoramiento, conocimientos técnicos y de consultoría y de servicios de apoyo ante la ONU y ONGs.